# Dissomphalus afestus
Dissomphalus afestus (лат.) — род ос-бетилид из подсемейства Pristocerinae (Chrysidoidea, Hymenoptera).

## Распространение
Панама (Darién, Центральная Америка).

## Описание
Мелкие осы-бетилиды, длина около 3 мм. Основная окраска тела темно-коричневая. Мандибула с тремя дистальными зубцами. Срединная наличниковая доля слабо выражена, с одним угловатым зубцом; срединный наличниковый киль низкий в профиль, неполный апикально, прямой в профиль или почти такой. Лоб слабо кожистовидный, пунктировка мелкая. Вершинный гребень головы слабо вогнут. Передний край пронотума килеватый. Тергальный отросток латеральный, без впадины, без бугорка, с коротким пучком волосков. Задний гипопигеальный край прямой.

## Таксономия
Вид был впервые описан в 2017 году бразильскими энтомологами Ш. Д. Брито и Селсо Оливейра Азеведу (Федеральный университет Эспириту-Санту, Departamento de Ciências Biológicas, Витория, Бразилия) по типовым материалам из Панамы. Включён в состав видовой группы Dissomphalus coronatus.